# Rudnjev
Rudnjev je priimek več oseb:
- Lev Vladimirovič Rudnjev, ruski arhitekt
- Semjon Vasiljevič Rudnjev, sovjetski general
- Vadim Viktorovič Rudnjev, ruski politik